# Distrikt Pacanga
Der Distrikt Pacanga liegt in der Provinz Chepén der Region La Libertad in Nordwest-Peru. Der am 5. Dezember 1940 gegründete Distrikt hat eine Fläche von 583,93 km². Beim Zensus 2017 lebten 21.056 Einwohner im Distrikt. Im Jahr 1993 betrug die Einwohnerzahl 10.585, im Jahr 2007 17.976. Verwaltungssitz ist die Kleinstadt Pacanga. Größte Stadt im Distrikt ist Pacanguilla. Eine weitere Kleinstadt im Distrikt ist San José de Moro.

## Geographische Lage
Der Distrikt Pacanga liegt im zentralen Norden der Provinz Chepén. Er hat eine Ausdehnung in SO-NW- sowie in SW-NO-Richtung von jeweils ungefähr 25 km. Im Nordosten erheben sich die Ausläufer der peruanischen Westkordillere. Ein Großteil des Distrikts liegt in der Küstenebene auf einer Höhe von etwa 100 m. Im Norden sowie im Bergland herrscht Wüstenvegetation. Ansonsten wird bewässerte Landwirtschaft betrieben. Die Nationalstraße 1N (Panamericana) führt von der Provinzhauptstadt Chepén an San José de Moro und an Pacanguilla vorbei zum nordwestlich gelegenen Chiclayo.  
Der Flusslauf des Río Chamán bildet die südliche Distriktgrenze. Im Süden grenzt der Distrikt Pacanga an den Distrikt Chepén, im Südwesten an den Distrikt Pueblo Nuevo. Im Norden grenzt der Distrikt Pacanga an die Distrikte Chiclayo, Saña, Cayaltí und Nueva Arica (alle in der Provinz Chiclayo der Region Lambayeque) sowie im Osten an den Distrikt Nanchoc (in der Provinz San Miguel der Region Cajamarca). 